# Coppa CEMAC 2007
La Coppa CEMAC 2007 (2007 CEMAC Cup) fu la quarta edizione della Coppa CEMAC, competizione calcistica per nazione organizzata dalla UNIFFAC. La competizione si svolse in Ciad dal 4 marzo al 16 marzo 2007 e vide la partecipazione di sei squadre: Camerun, Ciad, Gabon, Guinea Equatoriale, Rep. Centrafricana e Rep. del Congo.

## Formula
- Qualificazioni

Nessuna fase di qualificazione. Le squadre sono qualificate direttamente alla fase finale.
- Fase finale

Fase a gruppi - 6 squadre, divise in due gruppi da tre squadre, giocano partite di sola andata. Le prime due classificate si qualificano per la fase a eliminazione diretta.
Fase a eliminazione diretta - 4 squadre, giocano partite di sola andata. La vincente si laurea campione CEMAC.

## Squadre partecipanti
| Pr. | Squadra            | Data di qualificazione certa | Partecipante in quanto | Partecipazioni precedenti al torneo | Ultima presenza         |
| --- | ------------------ | ---------------------------- | ---------------------- | ----------------------------------- | ----------------------- |
| 1   | Camerun            | -                            | Qualificata di diritto | 3 (2003, 2005, 2006)                | Guinea Equatoriale 2006 |
| 2   | Ciad               | -                            | Qualificata di diritto | 3 (2003, 2005, 2006)                | Guinea Equatoriale 2006 |
| 3   | Rep. del Congo     | -                            | Qualificata di diritto | 3 (2003, 2005, 2006)                | Guinea Equatoriale 2006 |
| 4   | Gabon              | -                            | Qualificata di diritto | 3 (2003, 2005, 2006)                | Guinea Equatoriale 2006 |
| 5   | Guinea Equatoriale | -                            | Qualificata di diritto | 3 (2003, 2005, 2006)                | Guinea Equatoriale 2006 |
| 6   | Rep. Centrafricana | -                            | Qualificata di diritto | 3 (2003, 2005, 2006)                | Guinea Equatoriale 2006 |

Nella sezione "partecipazioni precedenti al torneo", le date in grassetto indicano che la nazione ha vinto quella edizione del torneo, mentre le date in corsivo indicano la nazione ospitante.

## Fase finale

### Fase a gruppi

#### Gruppo A

##### Classifica
| Pos | Squadra            | P.ti | G | V | N | P | GF | GS | DR |
| --- | ------------------ | ---- | - | - | - | - | -- | -- | -- |
| 1   | Ciad               | 6    | 2 | 2 | 0 | 0 | 5  | 3  | +2 |
| 2   | Rep. Centrafricana | 1    | 2 | 0 | 1 | 1 | 2  | 3  | -1 |
| 3   | Camerun            | 1    | 2 | 0 | 1 | 1 | 1  | 2  | -1 |

##### Risultati
| Arbitro: | Ebata |

|                            |           |                 |
| Kédigui 32’ N'Douassel 38’ | Marcatori | 58’ Tapanguigue |

| Arbitro: | Nguéma |

|                                         |           |                       |
| N'Douassel 60’ Betolngar 61’ Brahim 89’ | Marcatori | 14’ Momi 34’ Greyanda |

| N'Djamena 8 marzo 2007 | Camerun | 0 – 0 | Rep. Centrafricana | \| Arbitro: \| Ndume \| |
| Arbitro:               | Ndume   |       |                    |                         |

#### Gruppo B

##### Classifica
| Pos | Squadra            | P.ti | G | V | N | P | GF | GS | DR |
| --- | ------------------ | ---- | - | - | - | - | -- | -- | -- |
| 1   | Rep. del Congo     | 4    | 2 | 1 | 1 | 0 | 4  | 3  | +1 |
| 2   | Gabon              | 2    | 2 | 0 | 2 | 0 | 3  | 3  | 0  |
| 3   | Guinea Equatoriale | 1    | 2 | 0 | 1 | 1 | 2  | 3  | -1 |

##### Risultati
| Arbitro: | Ginette |

|                                     |           |            |
| Tsoumou-Likibi 81’ Itoua Ngoua 90+’ | Marcatori | 18’ Colday |

| Arbitro: | Abimni |

|                 |           |                             |
| Lepaye 27’, 44’ | Marcatori | 62’ Ambourouet 89’ Akiérémy |

| Arbitro: | Nodjigoto |

|                  |           |              |
| Touré 44’ (rig.) | Marcatori | 15’ Akiérémy |

### Fase a eliminazione diretta

#### Tabellone
|  | Semifinali         | Semifinali         | Semifinali     |                |       | Finale             | Finale             | Finale          |  |
|  |                    |                    |                |                |       |                    |                    |                 |  |
|  | Ciad               | Ciad               | 1              |                |       |                    |                    |                 |  |
|  | Ciad               | Ciad               | 1              |                |       |                    |                    |                 |  |
|  | Gabon              | Gabon              | 2              |                |       |                    |                    |                 |  |
|  | Gabon              | Gabon              | 2              |                | Gabon | Gabon              | 0                  |                 |  |
|  |                    |                    |                |                | Gabon | Gabon              | 0                  |                 |  |
|  |                    |                    | Rep. del Congo | Rep. del Congo | 1     |                    |                    |                 |  |
|  | Rep. del Congo     | Rep. del Congo     | Rep. del Congo | Rep. del Congo | 1     | 4                  |                    |                 |  |
|  | Rep. del Congo     | Rep. del Congo     |                |                |       | 4                  |                    |                 |  |
|  | Rep. Centrafricana | Rep. Centrafricana | 1              |                |       | Finale 3º posto    | Finale 3º posto    | Finale 3º posto |  |
|  | Rep. Centrafricana | Rep. Centrafricana | 1              |                |       |                    |                    |                 |  |
|  |                    |                    |                |                |       |                    |                    |                 |  |
|  |                    |                    |                |                |       | Ciad               | Ciad               | 1               |  |
|  |                    |                    |                |                |       | Ciad               | Ciad               | 1               |  |
|  |                    |                    |                |                |       | Rep. Centrafricana | Rep. Centrafricana | 0               |  |

#### Semifinali
| Arbitro: | Ebata |

|             |           |                   |
| Kédigui 70’ | Marcatori | 44’, 56’ Akiérémy |

| Arbitro: | Abimni |

|                                                |           |           |
| Lepaye 4’ Tsoumou-Likibi 28’, 84’ Beaullia 47’ | Marcatori | 16’ Zinda |

#### Finale 3º posto
| Arbitro: | Abimni |

|            |           |  |
| Medego 95’ | Marcatori |  |

#### Finale
| Arbitro: | Ginette |

|  |           |                   |
|  | Marcatori | 59’ (rig.) Makita |

## Statistiche

### Classifica marcatori
4 reti
- Georges Akiérémy

3 reti
- Ulrich Lepaye

2 reti
- Hilaire Kédigui
- Ezechiel N'Douassel
- Césack Tsoumou-Likibi

1 rete
- Maurice Tapanguigue
- Misdongarde Betolngar
- Ahmat Brahim
- Ahmed Evariste Medego
- Georges Ambourouet
- Pierre-Désiré Colday
- Ibrahima Touré

- Fiacre Greyanda
- Hilaire Momi
- Romaric Zinda
- Sidoine Beaullia
- Bovid Itoua Ngoua
- Destin Makita
- Césack Tsoumou-Likibi